# Якшич, Анна
А́нна Стефа́новна Я́кшич (серб. Ана Јакшић, в замужестве Гли́нская, серб. Глинска) — супруга князя Василия Львовича Глинского, мать Елены Глинской, бабушка и, по некоторым данным, воспитательница первого русского царя, Ивана Грозного. Известна главным образом в связи с великим московским пожаром 1547 года, в котором москвичи винили её «волхвования».

## Происхождение
В русских источниках происхождение матери Елены Глинской никак не освещается, в связи с чем ещё авторы «Русского биографического словаря» (1911) отмечали, что «неизвестны ни её жизнь до замужества, ни девичья фамилия, ни год рождения». Н. П. Лихачёв в 1888 г. настаивал на её «худородстве»: из родителей Елены Глинской она одна дожила до брака дочери и тем не менее великий князь «по свидетельству свадебного разряда, держал свою тёщу княгиню Анну „на кривом столе“, то есть ниже своих боярынь» (В. В. Кавельмахер).
Действительно, брак Василия III с княжной Глинской с точки зрения дипломатической истории не находит рационального объяснения, тем более что в жёны старшему брату Василия князю Ивану Молодому великий князь Иван Васильевич и Софья Палеолог подобрали дочь Стефана Великого. А. Нечволодов в 1913 г. приводил сведения о том, что ещё до брака с Соломонией Сабуровой невесту Василию искали в православных странах, в частности в Сербии, где жили племянницы Софьи Палеолог. Дочь Софьи и Ивана, великая княгиня Литовская, по этому поводу докладывала родителям, что «разведовала я про детей деспота Сербского, но ничего не могла допытаться…». После 20 лет брака с Соломонией Сабуровой великий князь Василий развёлся с ней и взял в жёны Елену из рода Глинских — хотя и княжеского, но не вполне ясного происхождения, позднее объявившего своим родоначальником Мамая.
Как указал со ссылкой на балканские источники в статье о роде Якшичей (1901) отец сербской византистики Станое Станоевич, супруга князя Глинского была дочерью сербского воеводы Стефана Якшича и внучкой Якши — одного из воевод сербского деспота Джураджа Бранковича. Стефан Якшич после завоевания Сербии турками подался на службу к венгерскому королю Матвею Корвину и за верную службу был награждён им наделами в Трансильвании, в число которых входило 82 сербских села, а также родовой замок. Состоя в родстве с Бранковичами, Стефан Якшич и его сыновья могли питать надежды на возрождение Сербской деспотии, однако разгром венгерского короля с вассалами (в число которых входили и Якшичи) под Мохачем поставил крест на этих надеждах. После оккупации венгерских земель турками известия о Якшичах пропадают из источников.
Имя супруги Стефана (и матери Анны) неизвестно; есть данные, что она происходила из Бельмошевичей. Назаренко со ссылкой на Тихомирова называет её «Ангелиной из рода Комнинов».
У воеводы Стефана, помимо Анны, было ещё две дочери — Ирина и Елена:
- Об Ирине известно, что она была замужем за Матвеем Балшичем Косачем, носившем титул герцога св. Савы вследствие обладания Милешовым монастырём, где покоились мощи святого[5]. Этот необычный титул, который первым принял прадед Матвея, Стефан Вукшич, ныне увековечен в названии государства Герцеговина.
- Другая дочь (или сестра) Стефана, Елена, была в браке за сербским деспотом Йованом Бранковичем — сыном св. Ангелины, которая в письме к Василию III просила о помощи бедствующим сербским монастырям[2]. Известно, что при Глинских из русской казны оказывалась помощь молдавскому господарю Петру Рарешу, женатому на дочери Йована Бранковича (и, следовательно, двоюродной сестре Елены Глинской)[8].

## Анна в Москве
Об образе жизни Анны в Москве известий не сохранилось, что довольно примечательно, учитывая, что после смерти Елены Глинской в 1538 г. она оставалась самой близкой родственницей юного великого князя. Возможно, умолчания московских письменных источников об Анне (и о Глинских в целом) объясняются теми правками летописей, которые были предприняты после свержения Глинских их неприятелями из числа боярской знати.
В 1547 г., во время торжеств по случаю совершеннолетия Ивана Васильевича и его свадьбы с Анастасией Романовной, Анна Глинская «принимала в них активное участие» и, по догадке одного исследователя, благословила новобрачную той старинной мозаичной иконой греческой работы с изображением св. Анны, которая ныне находится в Ватопеде и хранит на оборотной стороне отметку о принадлежности царице Анастасии.
С балканским происхождением Анны вообще довольно часто увязывают распространение в Москве небывалых дотоле икон с изображениями сербских святых. Позднее Иван Васильевич щедро помогал сербским монашеским обителям и в особенности Хиландару, в который делал богатые вклады, а в 1556 г. подарил братии «Хиландарское подворье в Москве». А. И. Некрасов связывал посвящение приделов знаменитой Дьяковской церкви близ Коломенского (прообраз храма Василия Блаженного) с именами предков Грозного, включая Фому Палеолога и Анну Глинскую.

## Смерть Анны
Во время восстания 1547 года погиб её сын Юрий Васильевич и даже, как думал А. А. Половцов, она сама пала жертвой «злоумышленного оговора в поджоге Москвы». Когда в воскресенье князья Шуйские приехали в Кремль, собрали чернь и стали спрашивать: «кто зажигал Москву?» — подученная толпа кричала: «княгиня Анна с детьми волхвовала, вынимала сердца человеческие, да клала их в воду, да тою водою, ездя по городу, кропила — оттого Москва и выгорела». Сама же Анна Глинская с другим сыном, Михаилом Васильевичем, была в то время во Ржеве, полученном её сыном от царя в кормление. Восставшая чернь не удовлетворилась убийством Юрия: на третий день после его смерти народ явился в село Воробьёво, к царскому дворцу, требуя выдачи Анны, бабки царя, и её сына Михаила, которые в то время, как думал народ, были спрятаны в покоях царя. Иоанн в ответ велел схватить зачинщиков и казнить, тогда на остальных напал страх, и они разбежались по домам.
О том, что Анна Глинская пережила восстание 1547 года, свидетельствует вкладная книга Троице-Сергиева монастыря (Москва, 1987). Там имеется запись от 20 января 1544 г. о том, что кн. М. В. Глинский «с матерью своею княгинею Анною дали вкладу по брате своем князе Иване денег 137 рублев осмьнадцать алтын». Затем они же упоминаются в записи от 12 апреля 1553 года: «князь Михайло же Васильевич Глинской дал вкладу по матере своей княгине иноке Анисье денег 100 рублев». Таким образом, бабушка Ивана Грозного умерла, скорее всего, в 1553 году, приняв до этого постриг под именем Анисьи. По тем временам сумма в 100 рублей составляла целое состояние.

## Образ Анны в кинематографе
- «Грозный» (телесериал, Россия, 2020 год; роль Анны исполнила народная артистка Российской Федерации Людмила Полякова)